# Komet McNaught 11
Komet McNaught 11 ali 191P/McNaught je periodični komet z obhodno dobo okoli 6,6 let.

 Komet pripada Jupitrovi družini kometov .

## Odkritje
Komet je 10. julija 2007 odkril škotsko-avstralski astronom Robert H. McNaught na Observatoriju Siding Spring v Avstraliji. Pozneje so komet našli tudi na arhivskih posnetkih programov LONEOS in NEAT iz avgusta in novembra leta 2000. Komet je za pojavitev v letu 2000 dobil oznako 2000 P3. Našli so ga tudi na posnetkih programa NEAT iz leta 2000
.

## Lastnosti
Ob odkritju je komet imel magnitudo 18.